# كاترهام (شركة)
كاترهام شركة بريطانية عريقة بدأت نشاطها ببيع سيارات الماركة العريقة الأخرى (لوتوس) وذلك في الستينات الميلادية. قام بعد ذلك مؤسسها قراهام نيرن بشراء حقوق إعادة إنتاج السيارة الشهيرة Seven عام 1973 م. وسيارات كاترهام هي عبارة عن سيارات وزن خفيف وتعد سيارات رياضية.

## تاريخها
اللوتس
هي أولى السيارات التي اطلقتها شركة كاترهام
في 1957. السيارة اعتنقتْ فوراً مِن قِبل المتحمّسين بأنها سيارة وزن خفيف رياضية وسيارةِ ناجحة. السلسلة المُرَاجَعة 2، سلسلة 3 وسلسلة 4 نسخَ أُطلقتْ بعد ذلك في 1960, 1968 و1970 على التوالي.
سيارات كاترهان كَانتْ a لوتس رئيسية 7 وقد اخترعت أثناء الستّيناتِ، ومؤسسها، جراهام، واشترى الحقوقَ لمُوَاصَلَة الصناعةِ مِنْ السبعة التصميمِ مِنْ في 1973، بَعْدَ أَنْ أعلنتْ لوتسَ نيتِها لإيقاْف النموذجِ. استأنفَ كاترهان لصناعة السيارات أولياً مِنْ اللوتسِ سبعة سلسلةَ 4؛ على أية حال، عندما هذا أثبتَ نَقلَ إنتاجَ اللوتس إلى a سلسلة 3 نموذجَ في 1974.